# Vlag van Irapuato

Vlag van Irapuato (ratio 4:7)

De vlag van Irapuato toont het wapen van Irapuato centraal op een marineblauw-rood achtergrond, waarbij de hoogte-breedteverhouding van de vlag net als die van de Mexicaanse vlag 4:7 is. De vlag wordt gehesen bij officiële evenementen van de gemeente samen met de vlag van Mexico en soms met de vlag van de staat Guanajuato.
De vlag is in gebruik sinds 2010.